# Frank Lentini
Frank Lentini, właśc. Francesco A. Lentini, ps. „The Great Lentini” (ur. 8 lipca 1884/5 lub 18 maja 1889 w Rosolini, zm. 22 września 1966 w Jacksonville) – amerykański artysta cyrkowy pochodzenia włoskiego. Znany z posiadania trzech nóg, czterech stóp i dwóch penisów.

## Życiorys
Urodził się 8 lipca 1884,  8 lipca 1885 lub 18 maja 1889 roku w Rosolini na Sycylii z pasożytniczym bliźniakiem wrośniętym w ciało. Miał jedenaścioro rodzeństwa (siedem sióstr i czterech braci), z których żadne nie miało fizycznych nieprawidłowości.
Kiedy miał osiem lat, jego rodzina wyemigrowała z Włoch do Stanów Zjednoczonych. Po zaangażowaniu się w pokazy swojej rzadkiej przypadłości zaczął być znany jako „The Great Lentini” (pol. Wspaniały/Wielki Lentini) i dołączył do cyrku Ringling Brothers Circus. Mając 30 lat, otrzymał amerykańskie obywatelstwo. W czasie ponadczterdziestoletniej kariery występował w każdym spośród największych amerykańskich cyrków, włącznie z Barnum and Bailey i Buffalo Bill’s Wild West Show.
W młodości używał dodatkowej trzeciej nogi do gry w piłkę nożną, stąd wzięło się jego ówczesne przezwisko „Three-Legged Football Player” (pol. Trójnożny Piłkarz).
Zmarł 22 września 1966 roku w Jacksonville na Florydzie.

## Życie prywatne
Był dwukrotnie żonaty. Ożenił się z Theresą Murray, z którą miał czworo zdrowych dzieci: Josephine, Natale, Franka i Jamesa.

## Wykorzystanie w kulturze
W 1995 roku jedna z jego fotografii została zamieszczona na tylnej stronie okładki albumu zespołu Alice in Chains o takiej samej nazwie jak zespół.  